# Locomotiva FS 821
Le locomotive FS 821 sono state un gruppo di locomotive delle Ferrovie dello Stato (FS).
Costruite in quattro unità, dopo avere prestato servizio presso la Ferrovia Sicula Occidentale (FSO) che era concessionaria e gestiva la linea Palermo Lolli-Casteelvetrano-Trapani riscattata dalle FS nel 1907, dopo un breve servizio presso l'azienda di Stato a causa delle loro modeste velocità e prestazioni vennero radiate e demolite.